# Liste des sites Ramsar à Sainte-Lucie
Cet article recense les zones humides de Sainte-Lucie concernées par la convention de Ramsar.

## Statistiques
La convention de Ramsar est entrée en vigueur à Sainte-Lucie le 19 juin 2002.
En janvier 2020, le pays compte 2 sites Ramsar, couvrant une superficie de 0,85 km2.

## Liste
| Site                | District   | Notes | Date            | Superficie (km²) | Altitude (m) | Identifiant Ramsar | Identifiant WDPA | Coordonnées                         | Photo |
| ------------------- | ---------- | ----- | --------------- | ---------------- | ------------ | ------------------ | ---------------- | ----------------------------------- | ----- |
| Mangrove de Mankòtè | Vieux Fort |       | 19 février 2002 | 0,60             | 0            | 1170               | 900707           | 13° 43′ 01″ nord, 60° 55′ 01″ ouest |       |
| Savannes Bay        | Vieux Fort |       | 19 février 2002 | 0,2461           | 0            | 1171               | 900706           | 13° 48′ 00″ nord, 60° 37′ 01″ ouest |       |